# Byttneria biloba
Byttneria biloba är en malvaväxtart. Byttneria biloba ingår i släktet Byttneria och familjen malvaväxter.

## Underarter
Arten delas in i följande underarter:
- B. b. biloba
- B. b. grandidieri
- B. b. bauhinioides